# Benedetto Pallavicino
Benedetto Pallavicino (* 1551 in Cremona; † 26. November 1601 in Mantua) war ein italienischer Komponist der späten Renaissance.

## Leben und Wirken
In seiner Jugendzeit war Benedetto Pallavicino nach Aussage seines Zeitgenossen Giuseppe Bresciani (1599–1670) Organist an verschiedenen Kirchen der Provinz Cremona; er könnte dort bei Marc’Antonio Ingegneri studiert haben. Seine erste Veröffentlichung, ein Buch mit vierstimmigen Madrigalen, widmete er im Jahr 1579 der Accademia Filarmonica di Verona. Spätestens 1581 trat er in Sabbioneta bei Mantua in den Dienst von Vespasiano Gonzaga; zwei Jahre später ging er nach Mantua an den herzoglichen Hof von Guglielmo Gonzaga, wo er zusammen mit Giaches de Wert, Giovanni Giacomo Gastoldi, Salamone Rossi und Claudio Monteverdi wirkte. In dieser Stellung blieb er bis an sein Lebensende. Das früheste Zeugnis seiner Zeit in Mantua ist ein Brief vom 29. Oktober 1583, in welchem er als Sänger und Komponist bezeichnet wird. 1584 wurde er nach Venedig entsandt, um seine sängerischen Fähigkeiten zu verbessern und die dortige Vokalpraxis zu studieren; dann erneut im Jahr 1586, um mit Antonio Gardano den Druck des Magnificat von Guglielmo Gonzaga vorzubereiten und zu überwachen. Seine Widmung der eigenen sechsstimmigen Madrigale von 1587 an Guglielmo Gonzaga zeugt von seiner Bewunderung für dessen Kompositionen.
Herzog Guglielmo Gonzaga starb im August 1587 und dessen Sohn Vincenzo wurde sein Nachfolger. Mit Vincenzo Gonzaga hatte Pallavicino zunächst Schwierigkeiten. Nachdem er 1588 sein viertes Buch mit fünfstimmigen Madrigalen dem neuen Herzog mit begeisterten Worten gewidmet hatte, schien er nicht besonders hochgeschätzt zu werden; eine Gehaltsliste von 1588/89 zeigt, dass er weniger Geld bekam als die meisten anderen Musiker bei Hofe. Er bewarb sich deshalb um eine Stellung an der Scuola degli Accoliti in Verona und als Leiter des dortigen Kathedralchors. Er hatte damit aber keinen Erfolg, indem der Veroneser Musiker Giammateo Asola den Posten bekam, und er blieb in Mantua. Nach dem Ableben von Giaches de Wert 1596 wurde er dessen Nachfolger als Kapellmeister am Hof der Gonzaga. Über das letzte Lebensjahrzehnt des Komponisten gibt es wenig Informationen. Die Widmung in seinem sechsten Madrigalbuch, die im Jahr 1600 an Herzog Alessandro Bevilacqua gerichtet war, lässt darauf schließen, dass er eine häufige Förderung seitens der Accademia Filarmonica in Verona erfuhr. Im November 1601 verstarb der Komponist an Fieber im Alter von etwa 50 Jahren.
Nachdem er verstorben war (sein Nachfolger war Claudio Monteverdi), veröffentlichte Benedettos Sohn Bernardino Pallavicino, ein Kamaldulensermönch an San Marco in Mantua, in den Jahren 1604 und 1612 das siebente und achte fünfstimmige Madrigalbuch seines Vaters zusammen mit zwei weiteren Büchern geistlicher Musik. Die relative Ähnlichkeit von beider Vornamen führte in der Folgezeit zu Verwechslungen und zunächst zu der fälschlichen Annahme, dass Benedetto Pallavicino ein Ordensangehöriger der Kamaldulenser gewesen sei, der nach 1612 verstorben ist.

## Bedeutung
Benedetto Pallavicino war mit dem Verfassen von zehn Madrigalbüchern (vier-, fünf- und sechsstimmig) einer der populärsten Madrigalkomponisten seiner Zeit. Er entwickelte nach seinem Studium der Vokalmusik Venedigs 1584 einen eigenen ausdrucksstarken Kompositionsstil, der in der Folgezeit durch die künstlerische Auseinandersetzung mit Giaches de Wert und durch seine Kontakte zum benachbarten Hof von Ferrara beeinflusst wurde. Hier inspirierte gerade das concerto delle dame die glänzenden Koloraturen, die in seinem vierten Madrigalbuch von 1588 in Erscheinung treten. Während der Herrschaft Guglielmo Gonzagas war das gesellschaftliche Klima in Mantua von religiöser Strenge geprägt. Nach dem Ableben des Herzogs wich dies unter seinem Sohn einer aufgeschlosseneren Atmosphäre und regte Pallavicino zu eigenen musikalischen Experimenten an; in der darauf folgenden Zeit treten in seinen Madrigalen öfters ungewöhnliche Dissonanzen auf, auch kommt es zu einer zunehmenden Anwendung von Chromatik. Dies führte in seinen Madrigalen zu einer gesteigerten Expressivität und intensiveren Textausdeutung, was sich insbesondere in seinem sechsten Madrigalbuch aus dem Jahr 1600 feststellen lässt.
Von den geistlichen Werken Pallavicinos wurden nur wenige Werke nach seinem Tod gedruckt. Sie waren Jugendwerke im Stil der Prima pratica, wurden aber dennoch von seinen Zeitgenossen gern angenommen. Der Komponist Lodovico Viadana führt in der Vorrede zu seinen Salmo a quattro chori aus dem Jahr 1612 aus, er verdanke seine fortschrittliche mehrchörige Technik in den 16-stimmigen Eingangsteilen seines Jubilate und seines Laudate den Sacrae Dei laudes von Pallavicino, die 1605 herauskamen.

## Werke
(Alle Werke Pallavicinos sind Vokalmusik. Gesamtausgabe: Opera omnia, herausgegeben von P. Flanders und K. Bosi Monteath, Neuhausen-Stuttgart 1982–1996 [= Corpus mensurabilis musicae 89])
- Geistliche Werke
  - Liber primus missarum zu vier bis sechs Stimmen, Venedig 1603
  - Sacrae Dei laudes zu acht, zwölf und sechzehn Stimmen, Venedig 1605
- Weltliche Werke
  - Il primo libro de madrigali zu vier Stimmen, Venedig 1579
  - Il primo libro de madrigali zu fünf Stimmen, Venedig 1581, zweite und dritte Auflage 1606
  - Il secondo libro de madrigali zu fünf Stimmen, Venedig 1584, weitere Auflagen 1606 und 1607
  - Il terzo libro de madrigali zu fünf Stimmen, Venedig 1585, weitere Auflagen 1606 und 1607
  - Il primo libro de madrigali zu sechs Stimmen, Venedig 1587, weitere Auflagen 1603 und Antwerpen 1606
  - Il quarto libro de madrigali zu fünf Stimmen, Venedig 1588, weitere Auflagen 1596, 1600 und 1607
  - Il quinto libro de madrigali zu fünf Stimmen, Venedig 1593, weitere Auflagen 1597, 1600 und 1609
  - Il sesto libro de madrigali zu fünf Stimmen, Venedig 1600, weitere Auflagen 1600, 1611 und Antwerpen 1612
  - Il settimo libro de madrigali zu fünf Stimmen, Venedig 1604, weitere Auflagen 1606, 1611 und 1613
  - Madrigali a cinque voci, di nuovo stampati et corretti [= Libro 4 und 5], Antwerpen 1604
  - L’ ottavo libro de madrigali zu fünf bis acht Stimmen, Venedig 1612
  - Madrigale in vielen Sammeldrucken (insgesamt 30 Erscheinungsjahre 1583 bis 1624)